# Francesco Secchiari
Francesco Secchiari (Fivizzano, 24 augustus 1972) is een voormalig Italiaans wielrenner. Hij was lange tijd een van de adjudanten van zijn streekgenoot Mario Cipollini en maakte onderdeel van diens bekende rode trein. Secchiari's taak was meestal om alles in het werk te stellen voor een overwinning van Mooie Mario in een massasprint. Hiervoor reed hij op kop van het peloton om de achterstand op koplopers te dichten en hield het tempo hoog zodra de vluchters waren ingerekend.
Secchiari reed meestal in dienst van kopmannen; in het begin samen met Alessandro Petacchi voor de sprinter Fabrizio Guidi, later voor Cipollini en tussen de Cipollini-jaren door voor Marco Pantani. Hierdoor heeft hij weinig kansen gehad om zelf een wedstrijd te proberen te winnen. Toch lukte het hem wel om een paar overwinningen te boeken als beroepswielrenner, waarvan een etappe in de Ronde van Zwitserland het opvallendst is.
Secchiari's laatste overwinning dateert van 2000. Hij verkeerde in de tweede etappe van de Ronde van Burgos in een lange vlucht samen met Karsten Kroon en Víctor Hugo Peña. Hoewel het trio voor de finish weer werd ingerekend, had Secchiari genoeg punten verzameld in de metas volantes om de trui voor het puntenklassement te mogen aantrekken. Hij verdedigde die trui de dagen erop en werd winnaar van dat klassement.

## Belangrijkste overwinningen
1995
- 3e etappe Ronde van Portugal

1997
- GP Industria Artigianato e Commercio Carnaghese
- 7e etappe Ronde van Portugal

1998
- Ronde van Toscane
- 2e etappe Ronde van de Abruzzen
- 3e etappe deel b Ronde van de Abruzzen
- Ronde van de Abruzzen

2000
- 9e etappe Ronde van Zwitserland
- Puntenklassement Ronde van Burgos

## Resultaten in voornaamste wedstrijden
| Jaar | Ronde van Italië | Ronde van Frankrijk | Ronde van Spanje |
| ---- | ---------------- | ------------------- | ---------------- |
| 1995 | 66e              |                     |                  |
| 1996 | opgave           |                     |                  |
| 1997 | opgave           |                     |                  |
| 1998 | 24e              |                     |                  |
| 1999 | 27e              | opgave              |                  |
| 2000 | 59e              |                     | opgave           |
| 2001 | 48e              |                     |                  |
| 2002 | opgave           |                     |                  |
| 2003 | 96e              |                     | opgave           |
| 2004 |                  | 143e                |                  |

| Jaar | Milaan-San Remo | Bretagne Classic |
| ---- | --------------- | ---------------- |
| 1995 | 129e            |                  |
| 1996 |                 |                  |
| 1997 |                 |                  |
| 1998 |                 | 5e               |
| 1999 |                 |                  |
| 2000 |                 | 59e              |
| 2001 |                 |                  |
| 2002 | 129e            |                  |
| 2003 |                 |                  |
| 2004 |                 |                  |